# Generation Y
Generation Y, også kendt som Millennials eller Gen Y, er en betegnelse, der bruges om generationen født fra omkring 1977 til midten af 1990'erne, altså den generation, der var børn og unge i slutningen af 1990'erne og begyndelsen af 2000'erne, omkring årtusindskiftet. Mere præcist defineres generationen af mange som mennesker født mellem omkring 1977 og 1995.
De nævnte årstal er dog ikke eksakt videnskab. Der er tale om tommelfingerregler. Den efterfølgende kohorte hedder generation Z.